# Mexentypesa
Mexentypesa is een spinnengeslacht in de taxonomische indeling van de bruine klapdeurspinnen (Nemesiidae).
Mexentypesa werd in 1987 beschreven door Raven.

## Soorten
Mexentypesa omvat de volgende soorten:
- Mexentypesa chiapas Raven, 1987